# Björskogs kyrka
Björskogs kyrka är en kyrkobyggnad i Valskog i Västerås stift. Den är församlingskyrka i Kungsörs församling. Två järnvägslinjer förgrenar sig på ömse sidor om kyrkplatsen.

## Kyrkobyggnaden
Den första kyrkan på platsen ska ha uppförts omkring 1200. Tornet har det medeltida murverket bevarat nertill och även andra medeltida murar ingår i den nuvarande kyrkan. I kyrkans taklag finns delar som är medeltida, troligen 1400-tal. Tornets bjälkar bedöms vara senmedeltida.
Under slutet av medeltiden utvidgades kyrkan, bland annat blev vapenhuset inbyggt i en större byggnadsvolym. 
Tornet byggdes om 1649 med en hög avsmalnande tornspira. Vid ett blixtnedslag 1693 skadades tornspiran och tornmuren, men återuppbyggdes. 
En radikal ombyggnad skedde efter ritningar daterade 1797 av Carl Fredrik Sundvall. Kyrkans ombyggnad var klar 1802 och avslutades med att tornet fick en klockvåning dit klockorna flyttades, eftersom klockstapeln hade rivits. Den nuvarande lanterninen tillkom. 
Större förändringar har också skett 1905-06 då bland annat fasadernas färgsättning ändrades och bänkkvarter och golv genomgick förändringar samt 1955 då fasaderna fick ett nytt uttryck, tornet byggdes om och bänkar togs bort invändigt för att ordna en dopplats.

## Inventarier
- Altaruppsatsen är från 1700-talet och består av ett krucifix i bronserat trä omgivet av fyra pelare.
- Flera mässingskronor från 1500-, 1600- och 1700-talen.
- En vinkanna är från 1637 och bär följande märkliga inskription: Förbannad vare den som denna kanna tager ifrån Björskogs kiörkia och folket säga amen.
- Ett rökelsekar från 1300-talet hittades under kyrkgolvet vid en renovering. Rökelsekaret hänger på altarets vänstra sida.
- Vid korets södra sida står dopfunten med en fot från 1300-talet.

### Orgel
- 1570 omnämns en orgel i kyrkan.[2] Orgeln hade 6 stämmor och reparerades 1632.[3]
- 1672-1675 byggde Andreas Bengtsson en orgel med 6 stämmor.[2] Orgeln utökades 1691 med bihangspedal och en ny stämma.[3]
- Sockenstämman i juli 1736 beslutade om ett nytt orgelverk och man tog kontakt med orgelbyggaren Olof Hedlund, Stockholm under sommaren, som då befann sig i Arboga. Man skrev ett kontrakt med Hedlund om en orgel med 10 stämmor för 2200 daler kopparmynt. I slutet av november 1737 reste Hedlund tillsammans med två gesäller och satte upp orgeln i kyrkan. Det tog tre veckor att sätta upp orgeln på den utvidgade västläktaren. Den 21 december besiktades orgeln av organisten Christoffer Panninck i Arboga och invigdes på juldagen av organisten Daniel Lemming. Orgeln var stämd i korton, hade tre bälgar och fasaden bestod av tre tureller. 1744 stämde orgelbyggaren Daniel Stråhle om orgeln och besiktningen utfördes av organisten Paninck.[4] Orgeln reparerades 1768 av Mattias Swahlberg den yngre eller Niclas Söderström som då befann sig i Köping.[3] Arbetet slutfördes i maj månad.[4] 1880 gjordes en renovering och omdisposition av orgeln av E. A. Setterquist & Son.

- Den nuvarande pneumatiska orgeln byggdes 1914 av Eskil Lundén, Göteborg. Orgeln har rooseweltlådor och fasaden är från 1737 års orgel. 1957 omdisponerades orgeln av A Magnussons Orgelbyggeri AB, Göteborg. 1988 renoverades orgeln av Bröderna Moberg, Sandviken.[2]

| Huvudverk I       | Svällverk II      | Pedal         | Koppel    | Övrigt               |
| Fasadprincipal 8´ | Rörflöjt 8´       | Subbas 16´    | I/P       | Fria kombinationer.  |
| Principal 8´      | Principal 4´      | Gedacktbas 8´ | II/P      | Fasta kombinationer. |
| Gedackt 8´        | Kvintadena 4´     | Koralbas 4´   | II/I      |                      |
| Oktava 4'         | Waldflöjt 2'      |               | I 4'/I    |                      |
| Flöjt 4'          | Larigot 1 1⁄3'    |               | II 16'/II |                      |
| Kvinta 2 2⁄3'     | Scharff 3 chor    |               |           |                      |
| Oktava 2'         | Crescendosvällare |               |           |                      |
| Mixtur 4-5 chor   |                   |               |           |                      |

#### Kororgel
Den mekaniska kororgeln byggdes 1957 av A Magnussons Orgelbyggeri AB, Göteborg. Kororgeln är även spelbar från läktarorgelns manual II.
| Manual          | Pedal   |
| Gedackt 8'      | Bihängd |
| Principal 4'    |         |
| Mixtur 2-3 chor |         |
| Krumhorn 8'     |         |